# جيمس كوتن
جيمس كوتن (بالإنجليزية: James Cotton)‏ هو لاعب كرة قدم كندية أمريكي، ولد في 7 نوفمبر 1976 في كليفلاند في الولايات المتحدة.